# 遊戲驛站軋空事件
遊戲驛站軋空事件（或稱遊戲驛站空頭擠壓事件，又簡稱GME事件，部分中文媒體又以「史詩級軋空」稱之）是指在2021年1月，美國電子產品銷售商遊戲驛站（GameStop）股票發生持續軋空的現象，導致對部分對沖基金造成重大財務影響。一些對沖基金賣空遊戲驛站，押注股價將繼續下跌，相當於遊戲驛站總股本140%的股份被做空。然而因遊戲驛站股價高漲且持有者惜售，空方無法獲得足夠股份履行期權合約，不得不急於彌補倉位，反而推動股價繼續上漲，產生軋空現象；或因無法履行期權合約而被強行平倉，產生巨額損失。遊戲驛站股價因軋空使得其最高點價位比歷史低點飆升近190倍（截止1月28日），在2021年1月28日每股股價最高達483美元，對空頭造成了巨大損失。這次軋空事件主要是由Reddit社交網站上的r/wallstreetbets討論板和其他線上交易論壇的用戶透過羅賓漢等免費交易app觸發。
1月28日，多個证券經紀公司，包括羅賓漢暫停用戶購入遊戲驛站及其他一些關聯股票，後來援引稱他們無法在清算公司張貼足夠的担保物权來執行客戶的訂單。這一決定引發了來自跨黨派的政治家和商人的批評，指責這一行為操縱市場。有投資者在美國紐約南區聯邦地區法院和美国伊利诺伊北区联邦地区法院對羅賓漢發動集體訴訟。
除了遊戲驛站之外，多個被嚴重做空的股票，以及和這些股票代碼近似的股票亦出現股價井噴。此外在券商限制購入這些股票後，加密貨幣及一些金屬期貨的總市值也大幅上揚。

## 背景

### 做空交易
做空是一種金融交易方式。在做空交易中，空方借入股票並迅速賣出，希望從其他投資者手中以低價買回股票，並將股票還給借貸方，從中賺取差價。這種做法有很高的風險。因為在理論上，股價可以無限上漲。這和做多形成對比。對多方而言，其最大損失限於其本金（最多100%）。但對空方而言，理論上損失可達無限。例如若空方以每股20美元的價格借入，但該股票股價上漲150%至每股50美元的話，則空方每股損失30美元，比率150%。
在2021年1月22日，遊戲驛站流通股份約140%的股份數被做空，主要空方是對沖基金梅爾文資本。這意味著部分被做空的股票又被再次借出做空。r/wallstreetbets上的觀察者們認為遊戲驛站的股價被大幅低估。而過高的做空比例使多方可通過拉高股價至空方不得不退場的程度以誘發軋空，令空方遭受巨額損失。

### 遊戲驛站公司基本面

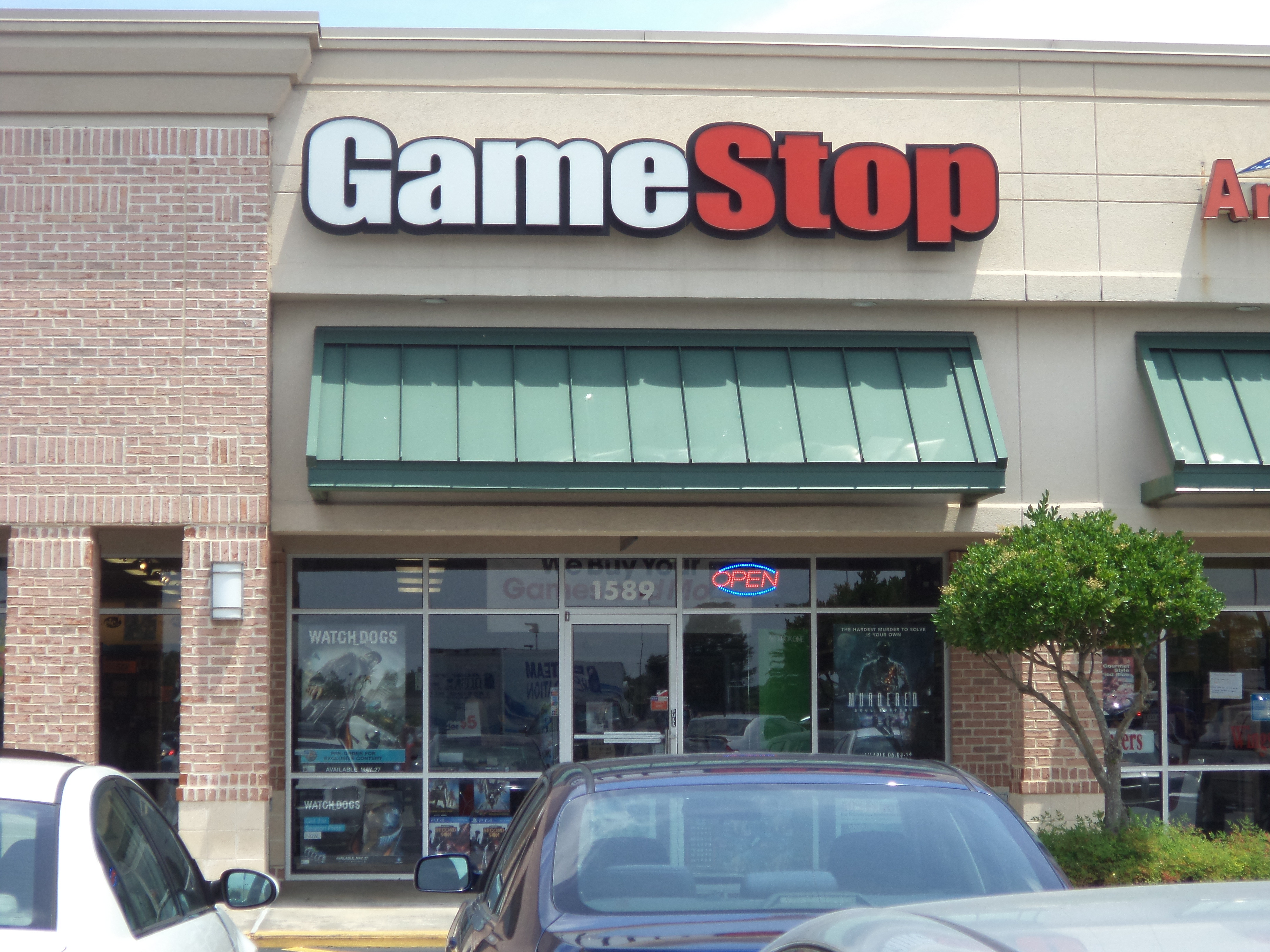
美國喬治亞州格里芬的遊戲驛站門市

由於線上發行服務的競爭，美國實體電視遊戲連鎖店遊戲驛站陷入困境。另外由於2019冠狀病毒病相關封鎖措施導致當面購物的人數減少，遊戲驛站的處境更雪上加霜。這些都使得遊戲驛站的股價下跌，導致許多機構投資者賣空股票。然而在2020年9月，瑞安·科恩（寵物食品銷售公司Chewy的前CEO）公開對遊戲驛站進行重大投資，並加入了該公司的董事會，使許多人認為該股票被低估了。此外，全盛時期曾擁有數千家門市的遊戲驛站對許多美國人來說是成長過程的共同回憶，這份無形的情感資產也使該公司在遭到投機者賣空時容易引來同情與憤慨。

### 散戶興盛及對「精英」的反彈
在2019冠狀病毒病疫情期間，大多數消費者都待在家裡並減少外出購物。由於歷史新低的利率和缺乏其他消費或投資選項，散戶手中的錢也更多了。另有觀點認為在股市上大量賭博以迅速賺錢的文化 ，以及部分散戶對華爾街對沖基金在2007年–2008年環球金融危機中所扮演的角色的憤怒亦導致了該事件的發生。

### r/wallstreetbets
r/wallstreetbets（簡稱WSB）是Reddit上的一個交易討論板，以其高風險的股票交易著稱。在軋空事件發生之前，基斯·吉爾（WSB上的賬號名稱是DeepFuckingValue，在其他社交媒體上的賬戶名是Roaring Kitty"）已經對遊戲驛站股票產生興趣。他在2019年購買了遊戲驛站約5.3萬美元的看多期權。2021年1月27日時，他的倉位已價值超過4,800萬美元。

基斯·吉爾現在34歲，是一位來自麻省的特許金融分析師（CFA）。他在1月29日表示預想到自己的投資會成功，但「從未想到會發生上週這樣的事情」，並表示他將繼續他的YouTube頻道，並可能購買房產。
據Mashable在1月27日的統計， subreddit因軋空事件而訪問量暴增，在24小時內的訪問量達7300萬。社群在1月29日增加了150萬名用戶，增加到600萬。r/wallstreetbets是增長最快的subreddit，在1月22日至29日，其會員數增加了200萬。

## 事件經過
| 日期       | 價格（美元） | 變化幅度 | 變化幅度 | 成交量      |
| 日期       | 價格（美元） | 變動金額 | 變動率   | 成交量      |
| ---------- | ------------ | -------- | -------- | ----------- |
| 1月11日    | 19.94        | +2.25    | +12.72%  | 14,927,612  |
| 1月12日    | 19.95        | +0.01    | +0.05%   | 7,060,665   |
| 1月13日    | 31.40        | +11.45   | +57.39%  | 144,501,736 |
| 1月14日    | 39.91        | +8.51    | +27.10%  | 93,717,410  |
| 1月15日    | 35.50        | -4.41    | -11.05%  | 46,866,358  |
| 1月19日    | 39.36        | +3.86    | +10.87%  | 74,721,924  |
| 1月20日    | 39.12        | -0.24    | -0.61%   | 33,471,789  |
| 1月21日    | 43.03        | +3.91    | +9.99%   | 57,079,754  |
| 1月22日    | 65.01        | +21.98   | +51.08%  | 197,157,946 |
| 1月25日    | 76.79        | +11.78   | +18.12%  | 177,874,000 |
| 1月26日    | 147.98       | +71.19   | +92.71%  | 178,587,974 |
| 1月27日    | 347.51       | +199.53  | +134.84% | 93,396,666  |
| 1月28日    | 193.60       | -153.91  | -44.29%  | 58,815,805  |
| 1月29日    | 325.00       | +131.40  | +67.87%  | 50,566,055  |
| 2月1日     | 225.00       | −100.00  | −30.77%  | 37,382,152  |
| 2月2日     | 90.00        | −135.00  | −60.00%  | 78,183,071  |
| 2月3日     | 92.41        | +2.41    | +2.68%   |             |
| 來源：NYSE |              |          |          |             |

### 股價井噴
2021年1月11日，遊戲驛站宣布Chewy的聯合創始人瑞安·科恩及前高管阿兰·阿塔尔（Alan Attal）、吉姆·格鲁贝（Jim Grube）加入GameStop董事会。投资者预期這将推动遊戲驛站转型，使股价從1月12日的收盤價19.95美元上漲至1月14日的39.91美元。1月19日，香櫞研究发布了对遊戲驛站的沽空报告。其创始人安德鲁·莱夫特認為遊戲驛站股價被严重高估，最终会跌至20美元，還辱罵高价买入GameStop股票的散户是“蠢货”（suckers）。不久，WSB的用戶開始對遊戲驛站股票發動軋空，令其股價飆升。至1月26日時，遊戲驛站股票已經因高換手率而多次被暫停交易。軋空使得期權的市值升高，導致發生伽瑪擠壓，空方被迫購買股票以補充其日趨減少的倉位。
在遊戲驛站股價與2021年1月26日上漲92.7%之後，商業大亨伊隆·馬斯克發了一條推文稱「Gamestonk!!」，並附上WSB的連結。遊戲驛站股價因馬斯克的推文而一度井噴至超過200美元。截至2021年1月28日，遊戲驛站的盤中最高價是483美元（不含盤後交易時間），是其最低價2.57美元的近190倍。
2021年1月27日，WSB對和遊戲驛站狀況類似的AMC電影院（AMC）股票發動軋空。股票代碼類似的AMC電視網（AMCX）股價也開始飆升。多家券商公司，如嘉信理財集團旗下的德美利證券和羅賓漢對相關股票進行了交易限制。據彭博社報道，美國股市1月27日的交易量（以股份數計算）超過了2008年10月金融危機時的峰值，並且是過去13年以來以美元計算的第三高交易量。

### 被券商暫停買入
2021年1月28日，遊戲驛站在盤前交易時間繼續走高，達到近500美元。然而同一天，羅賓漢在其交易平台上撤除了遊戲驛站、AMC、黑莓、諾基亞等股票，投資者雖然可以平倉這些股票，但無法開倉。其他券商亦有效仿。交易者對此極為憤怒，並在Reddit的多個討論帖上呼籲發動集體訴訟。在當天交易時間之後，羅賓漢表示將從翌日允許對相關股票進行「有限購買」，但「有限購買」的定義仍不得而知。微牛證券CEO安東尼·丹尼爾（Anthony Denier）表示，他們在清算所的抵押要求被不斷提高，這意味著微牛證券本身亦被限制開倉。英國的Trading212、以色列的eToro等交易平台雖然允許售出遊戲驛站和相關公司股票，但禁止買入。微牛證券一度暫停購入訂單，但很快又恢復交易。有用戶稱羅賓漢未經許可擅自售出他們持有的股票，但羅賓漢否認這一指控。
包括羅賓漢在內的數家券商資1月29日稱，交易限制是因清算所徵集了執行交易所需的擔保物權導致。由於投資者從購買股票到兌換現金之間存在時間差，因此券商必須在清算所過賬擔保物權，以確保投資者訂單正確結算。涉及的清算所包括處理股票的DTCC（Depository Trust & Clearing Corporation），以及處理期權的OCC（Options Clearing Corporation）。券商稱由於無法及時提供因股價上漲而增加的擔保物權，因此必須暫停交易。例如DTCC的擔保物權總要求從260億美元增加到335億美元。清算所指出特定股票的大量交易對公司造成巨大風險，特別是如果結算方集中在市場一側。據1月29日報道，羅賓漢籌集了10億美元，以使公司免受特定股票利息增加導致的財務壓力，並滿足清算所的擔保物權要求。
截止2021年1月29日，羅賓漢仍然對遊戲驛站、AMC和黑莓的股票進行交易限制。1月30日，羅賓漢表示其限制交易的股票種類從13個增加到50個，包括勞斯萊斯汽車和星巴克。但1月31日，羅賓漢表示已解除部分限制，並且僅限制賣出8種股票。

### 市值下跌
遊戲驛站股價在2月1日、2日出現顯著下跌，比上一周的最高價下降超過80%。2月2日，遊戲驛站股價跌幅高達60%，收盤價自1月25日以來首次低於100美元。其他發生軋空的股票，如AMC、黑莓也出現30%以上跌幅。這些股票的市值和最高點相比蒸發了270億美元。2月5日，GameStop又暴跌41.7%。

## 影響

### 對對沖基金的影響
至1月28日，做空遊戲驛站的對沖基金梅爾文資本在2021年已損失了其30%的市值。在梅爾文資本於1月26日在CNBC上表示已平倉全部頭寸（但未公佈具體數額）之前，城堡公司和其合作方對梅爾文資本進行20億美元的融資。Point72資產管理公司亦對梅爾文資本融資7.5億美元，雙方累積融資27.5億美元。據信另一家做空遊戲驛站的對沖基金香橼研究在這次事件中虧損100%，被迫平倉。據摩根士丹利表示，大量對沖基金補倉了它們的空頭頭寸，並出售股票以降低槓桿率和市場風險，其規模是過去10年最大。2021年1月26日，有報道稱空方在這次軋空損失50.5億美元。
據Ortex數據的調查顯示，至1月27日，有超過5,000家美國做市商有虧損的空方頭寸。
香橼研究的安德魯·萊夫特在一次採訪中表示，該公司以每股90美元的價格平倉了大部分做空頭寸，虧損率100%，現在僅持有少量可控頭寸。由於巨額損失，萊夫特表示香橼研究今後將停止提供做空分析，而集中精力在「為散戶提供做多機會」。
據《華爾街日報》報道，萊夫特成為網絡暴力的標的，包括他本人的社交媒體賬戶被駭客入侵，他的子女也被「侮辱性詞彙威脅」。
據IHS Markit數據，遊戲驛站的做空股對流通股的比例從1月中旬的114%下降至2月1日的39%。彭博社分析稱「這可能是空頭平倉的早期徵兆」。

### 對被軋空企業的影響
自1月1日開始，黑莓和遊戲驛站的高管已售出超過2,200萬美元的公司股票。據CBS新聞的報道，並無針對黑莓高管的內線交易指控。三名黑莓高管出售了近170萬美元的公司股票。黑莓的首席財務官（CFO）斯蒂夫·賴（Steve Rai）出售他持有的公司股份（不含未歸屬的員工認股權）。
自2021年開始，遊戲驛站董事會的四名成員已賣出了2,000萬美元的公司股票。賣方之一是庫爾特·沃爾夫（Kurt Wolf），他在2020年加入董事會。他的投資基金Hestia Capital於1月出售了其在遊戲驛站持有的三分之二以上股份，沃爾夫和其客戶因此獲得超過1,700萬美元。遊戲驛站董事長凱西·弗拉貝克（Kathy Vrabeck）和董事會成員勞爾·費南德斯（Raul Fernandez）在1月13日至1月16日出售了股票，獲利140萬美元。董事會成員利扎貝斯·邓恩也通過出售股票而獲得15.67萬美元。據彭博新聞社報道，遊戲驛站CEO喬治·謝爾曼（George Sherman）擁有230萬股的公司股票。他的股票市值從12月31日的4,400萬美元開始升高。當遊戲驛站股價達469美元時，其所有的股票市值達11億美元，令謝爾曼一度成為億萬富翁。但在1月29日，由於股價下跌，他所有的股票市值也減少至9.01億美元。據CBS新聞報道，遊戲驛站已採取行動，限制高層和內部人士出售更多股份。但由於相關事件都是因外部消息和公眾猜測發生，高管們並未違反內線交易法律。

#### 既有股東和第三方的獲利
據路透社的分析，在這起事件中，華爾街的一些大型資產管理公司因他們的持股及將持股外借給空方獲利。券商、交易系統、做市商也從交易者高於平時的交易量獲利。

## 反應

### 政治人物
來自不同黨派的政治人物和政論家發表聲明，支持拉高遊戲驛站及其他相關股票的投資者，包括共和黨參議員泰德·克魯茲、民主黨眾議員歐加修-寇蒂茲、民主黨眾議員拉希達·特萊布、民主黨眾議員劉雲平、共和黨眾議員馬喬麗·泰勒·格林、小唐納德·川普、CNN主持人傑克·塔帕、福斯財經網主持人查爾斯·佩恩、保守派政論家班·夏皮羅和拉什·林博均發表類似意見。一些議員，如歐加修-寇蒂茲、泰德·克魯茲、羅·康納也對羅賓漢及其他券商禁止個人投資者購入遊戲驛站股票的決定表示失望。
民主黨參議員伊麗莎白·沃倫批判大型投資者和對沖基金「視股市為私人賭場，而其他所有人均為此付出代價」。沃倫還呼籲美國證券交易委員會做出更多行動，稱他們必須「採取行動以確保股市反映真實價值，而不是富裕交易者的高槓桿賭注」，並稱「健康的股市必然需要監管」。
麻薩諸塞州州務卿威廉·F·加爾文在接受CNBC專訪時批評投資者的行為是基於瘋狂的毫無根據的投機行為，並呼籲對遊戲驛站股票停牌30天。他表示「當前的疫情大流行導致了一種特殊狀況，即眾多人開始日間交易，但這些人卻不知道自己正在做什麼。他們並不真正知道自己正在做什麼。我認為不成熟的散戶將因此受害」。但在CNBC的另一場訪談中，加拿大政治家及商人、創智贏家投資人凱文·奧萊里對加爾文的主張提出異議，認為「他們正在學習市場風險…我們忘記在高中對這些人進行教育，所以讓他們在現實中學習吧，這也更好。」奧萊里還表示，對沖基金現在面臨「社交媒體警衛團」將其作為這一標的這一新風險，這將警告對沖基金不要大舉做空股票，並強調稱遊戲驛站交易的病毒式傳播（部分歸功於羅賓漢等零佣金交易app）已激發了人們的投資的興趣。
1月28日，紐約州主計長托馬斯·迪拿波里表示，紐約州在2020年3月持有647,500股遊戲驛站股份。因這次軋空事件，紐約州已大量售出持有的遊戲驛站股票，從中得利。

### 公眾人物
Reddit的共同創始人之一在接受CNBC訪問時將這一事件和佔領華爾街運動相比較，並表示「這是典型平均美国人——散戶投資者對對沖基金的報復」。眾多記者也比較了這次事件和佔領華爾街運動。億萬富翁投資家馬克·庫班和查馬斯·帕利哈皮蒂亞也表達了類似的同情散戶的意見。帕利哈皮蒂亞放棄了他在羅賓漢的原始投資機會，認為其創始者拜居·巴哈特和弗拉基米爾·特內夫不夠正直，並鼓勵他的粉絲刪除羅賓漢。OpenAI的CEO山姆·奧特曼建議羅賓漢公司更名。SpaceX和特斯拉CEO伊隆·馬斯克批評了做空行為本身，稱其是「歷史遺留的合法騙局」。多家大型對沖基金曾做空特斯拉，但因特斯拉股價持續上漲而損失超過400億美元。
多位名人亦批評羅賓漢的行為。自2014年開始就使用羅賓漢的演員和說唱歌手Ja Rule稱該公司的行為是「他媽的犯罪」（a fucking CRIME），並將狀況稱為「起義」（an uprising）。喜劇演員和電視主持人喬恩·史都華將對Reddit交易者的支持作為其加入推特後的第一條推文，稱「他們正加入華爾街內部人士享受多年的派對」。YouTuber菲利普·德弗蘭科表示他終止了和羅賓漢的合作關係，並稱羅賓漢永遠不可能出現在他的節目上。Barstool體育創業者大衛·波特尼也批評羅賓漢缺乏「自由交易」。華爾街現在同娛樂業、政界一樣，面臨民粹主義活力的現實也被廣為人知。
億萬富翁投資者及對沖基金經理萊昂·庫珀曼在接受CNBC訪問時，憤怒地批評Reddit用戶在股市上的行為乃是聯邦政府應對疫情大流行措施的結果，並表示反對提高資本利得稅，稱「這是個狗屎主意。這只是一種攻擊富人的方式，我認為這不恰當…我們必須一起努力」。對此參議員伯尼·桑德斯在推文回复稱「快看，另一位億萬富翁因為必須繳更多稅而很生氣。但美國的孩子們在挨餓，退役軍人露宿街頭。我因此淚流成河。」。

### 報復及抗議

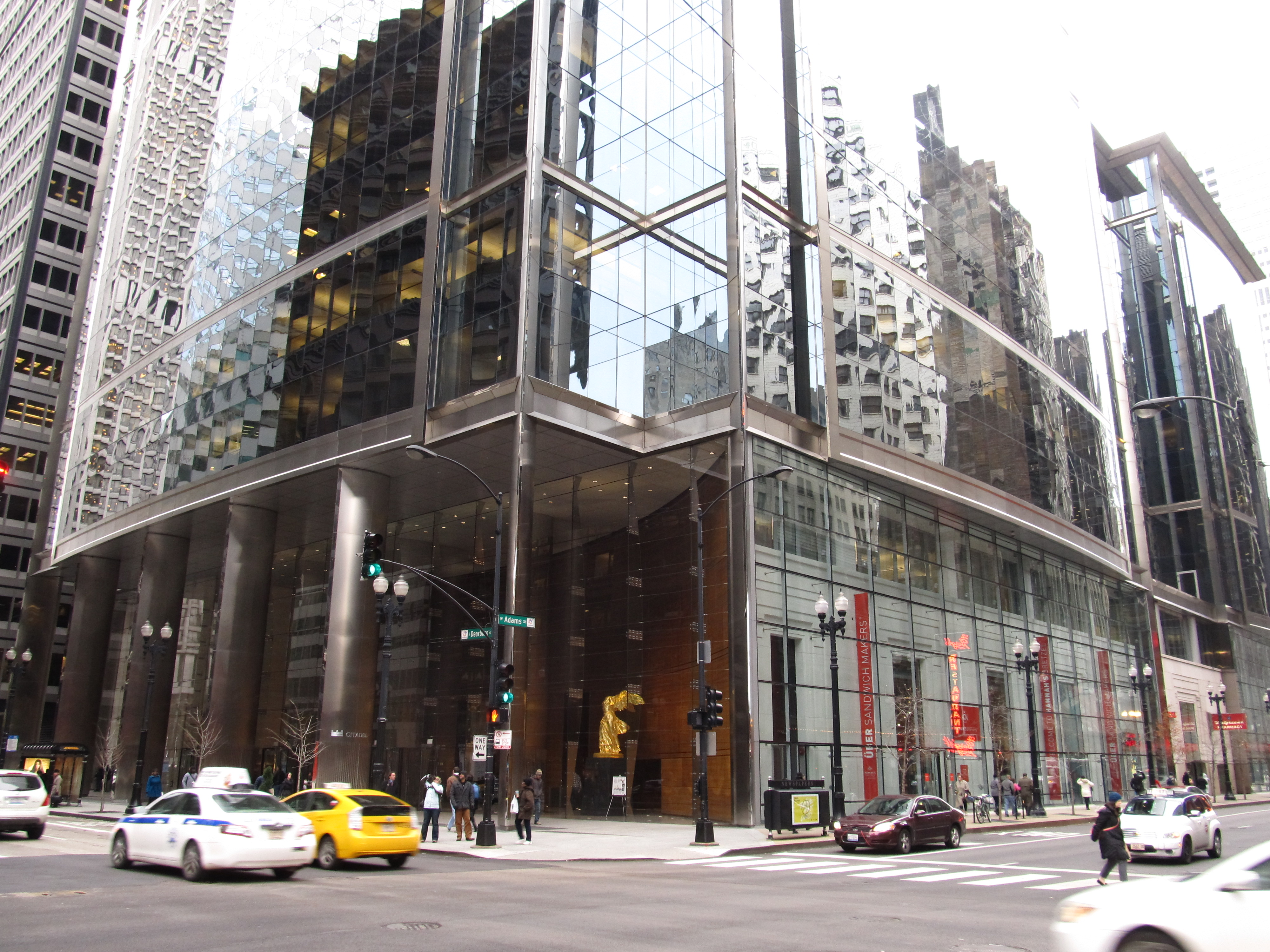
城堡公司的芝加哥總部

用戶對羅賓漢暫停遊戲驛站股票一事心懷不滿，在Google Play商店上對羅賓漢app進行評論轟炸，令其評分降至僅有一顆星。但Google至少刪除了10萬條這種評論，稱其是「有組織的或無用的」。在门洛帕克的羅賓漢總部、華盛頓的美國證券交易委員會總部、紐約證券交易所外均出現了抗議者。
總部位於英國的Twitter羅賓漢社區@World Robin Robin Society致力於宣傳罗宾汉傳奇。在發生羅賓漢爭議之後，他們的Twitter追隨者已經從350名增加到超過50,000。據信，他們的追隨者數量突然增加是由於兩個組織的相似名稱之間的混淆。

### 羅賓漢與城堡公司的利益衝突指控
在羅賓漢暫停投資者買入遊戲驛站及其他軋空股票後，Reddit和其他社交媒體用戶紛紛對羅賓漢和城堡公司（Citadel LLC）之間的關係提出質疑。據彭博社早前報道，羅賓漢40%的收入來自於將客戶訂單銷售給做市商，包括城堡公司和Two Sigma，這種做法被稱為訂單流支付。《華盛頓郵報》報道稱，羅賓漢將其半數以上的客戶訂單賣給城堡公司，城堡公司是其金額最大的做市夥伴。城堡證券（Citadel Securities ）是城堡公司（Citadel LLC）的姊妹公司，而城堡公司是梅爾文資本的注資方之一。由於羅賓漢限制遊戲驛站股票交易，抑制股價上漲。因此用戶聲稱羅賓漢的這一行為是來自於城堡證券的指示。城堡證券則聲稱他們並未指示任何券商暫停或以其它方式限制股票交易。羅賓漢亦否認受到來自城堡公司的壓力。

### 調查
2021年1月27日，白宮發言人珍·莎琪表示，財政部長珍妮特·耶倫和拜登政府其他人士正在監視局勢。眾議院議長南希·佩洛西表示國會將關注局勢。但眾多新聞媒體擔憂財長耶倫和該事件有潛在利益衝突，因她曾在卸任美聯儲主席後自城堡公司獲得81萬美元的獻金，並自其他做市商累積獲得700萬美元獻金。民主黨參議員謝羅德·布朗表示參議院銀行業委員會將就股市召開聽證會，並調查遊戲驛站軋空事件中的市場操縱 。共和黨眾議員拜倫·唐納德呼籲國會立刻對城堡公司和羅賓漢發動調查，民主黨議員馬克西·沃特斯宣布她將在美國眾議院金融服務委員會召開聽證會。
紐約州檢察總長雷提亞·詹姆斯在新聞稿中證實有投資者起訴羅賓漢，並表示她的辦公室將對軋空事件進行調查，聲稱「我們知道人們增加了對羅賓漢app的擔憂，其中包括和遊戲驛站有關的交易」。
得克薩斯州檢察總長肯·派克斯頓表示，他將調查券商限制購買遊戲驛站及其他相關股票的決定，稱其有「腐敗的氣息」。他的調查已增加到13個實體，包括Discord、羅賓漢、Interactive Brokers、德美利證券、城堡金融。
美國證券交易委員會在1月29日宣布將調查這起事件，目的是「保護散戶投資者」免於「濫用或操縱交易活動」，並「發現且追究可能的違法行為」。
有報道稱羅賓漢CEO弗拉基米爾·特內夫將在於2月18日舉辦的美國眾議院金融服務委員會之前作證。
2022年8月，美國證券交易委員會對梅爾文資本的風險控制與訊息披露展開調查。

### 訴訟
一位羅賓漢用戶對羅賓漢提起集體訴訟，聲稱羅賓漢「蓄意在其交易平台刪除遊戲驛站股票，導致散戶無法在公開市場上投資」；並認為羅賓漢停止遊戲驛站股票交易的行為是「蓄意嘗試操縱市場，以為非羅賓漢客戶的個人或金融機構謀取利益」。提起訴訟的律師亞歷山大·G·卡被塞拉斯（Alexander G. Cabeceiras）發推文稱「羅賓漢聲稱自己的目標是對所有人實現金融民主化，這顯然是謊言」。該訴訟已提交至美國紐約南區聯邦地區法院，要求恢復該平台上的遊戲驛站交易，並要求羅賓漢負擔集體訴訟費、律師費、懲罰性賠償。亦有多位投資人通過appDoNotPay自動加入訴訟。
第二個集體訴訟在美國伊利諾伊北區聯邦地區法院提出，聲稱羅賓漢停止黑莓、諾基亞和AMC交易的行為「損害散戶利益以保護機構投資者」。
在科羅拉多州亦有人對羅賓漢、城堡公司、Charles Schwab、Interactive Brokers、Open to the Public Investing、德美利證券、微牛證券提起訴訟，聲稱他「被迫加入這些自稱中立的券商設定的新市場規則。他的股票以低價賤賣，遭到嚴重損失。他為交易這些股票進行了大量研究，並且損害了他作為日間交易人的工作」。
佛羅里達州坦帕已就該事件提起三個聯邦訴訟。至少已有來自11個州的25個集團就羅賓漢暫停股票交易一事提起訴訟。

## 受影響的金融市場

### 股票
除了遊戲驛站以外，眾多被嚴重做空的股票也出現股價井噴：
| 股票（代碼）                       | 最高價[a] | 1月22日 | 漲幅     | 資料來源 |
| ---------------------------------- | --------- | ------- | -------- | -------- |
| AMC電視網（NASDAQ：AMCX）          | 59.83     | 49.38   | 21.2%    | [ 35 ]   |
| AMC電影院（：AMC）                 | 20.36     | 3.51    | 480.1%   | [ 153 ]  |
| 美國航空集團 （NASDAQ：AAL）       | 21.77     | 15.82   | 37.6%    | [ 154 ]  |
| 百視達 （OTC Pink： BLIAQ）        | 0.24      | 0.10    | 140%     | [ 155 ]  |
| Bed Bath & Beyond （NASDAQ：BBBY） | 53.90     | 30.21   | 78.4%    | [ 156 ]  |
| 黑莓公司（：BB）                   | 28.77     | 14.04   | 104.9%   | [ 157 ]  |
| 熊熊工作室（：BBW）                | 8.40      | 4.52    | 85.8%    | [ 158 ]  |
| 伊士曼柯达公司（：KODK）           | 15.15     | 9.46    | 60.1%    | [ 159 ]  |
| Express公司（：EXPR）              | 13.97     | 1.79    | 680.4%   | [ 157 ]  |
| 化石集團 (NASDAQ：FOSL)            | 28.60     | 9.87    | 189.8%   | [ 160 ]  |
| Genius Brands（NASDAQ：GNUS）      | 3.36      | 1.57    | 114.0%   | [ 159 ]  |
| iRobot (NASDAQ：IRBT)              | 197.40    | 98.94   | 99.5%    | [ 161 ]  |
| 高斯電子（NASDAQ：KOSS）           | 127.45    | 3.34    | 3,715.9% | [ 162 ]  |
| 馬塞里奇 (：MAC)                   | 25.99     | 14.58   | 153.5%   | [ 163 ]  |
| Naked Brand Group （NASDAQ：NAKD） | 3.40      | 0.44    | 672.7%   | [ 164 ]  |
| 國民飲料 （NASDAQ：FIZZ）          | 196.43    | 98.44   | 99.5%    | [ 165 ]  |
| 諾基亞 （NOK）                     | 9.79      | 4.20    | 133.1%   | [ 166 ]  |
| Palantir Technologies （：PLTR）   | 45.00     | 32.58   | 38.1%    | [ 159 ]  |
| Tootsie Roll產業 （：TR）          | 58.98     | 30.14   | 95.7%    | [ 167 ]  |
| 維珍銀河（：SPCE）                 | 59.43     | 34.28   | 73.4%    | [ 161 ]  |

a  在交易過程中，股價可能有變動。
1月28日，澳洲的GME礦業公司在盤中漲幅一度超過50%，收盤時上漲13.3%。其原因被認為是該公司和遊戲驛站相同的股票代碼（儘管交易所不同）。
馬來西亞的業務交易者受到遊戲驛站軋空啟發，在馬來西亞股票交易所對橡膠手套製造商企業發動軋空，以抵消機構投資者在2021年1月大馬取消做空禁令後對該行業公司的做空。頂級手套、Hartalega、Supermax三家公司的股票在1月29日盤中分別上漲15%、10%、9.2%，收盤上漲8.5%、5.4%、3.7%。據稱這次行動是由r/wallstreetbets的馬來西亞分支r/bursabets（得名於馬來西亞股票交易所）發動。

### 加密貨幣
由於券商停止散戶購入遊戲驛站和其他相關股票，資金轉向加密貨幣市場。加密貨幣的總市值增加至超過1萬億美元，尤以多吉幣漲幅最高，超過800%。Reddit上r/CryptoCurrency和r/SatoshiStreetBets的用戶試圖將多吉幣「成為下一個遊戲驛站/比特幣」。此外在伊隆·馬斯克於他的推特中支持比特幣之後，世界最大的加密貨幣比特幣價格也上揚至超過37,000美元。這也和遊戲驛站軋空有關。

### 金屬期貨
繼股市飆升之後，白銀期貨也出現井噴。1月28日至29日，白銀價格上漲10%。白銀ETF在1月28日上漲7.2％。白銀關聯股票First Majestic Silver亦出現飆升。倫敦金屬交易所的黃金和銅的價格也出現上漲。1月30日，Reddit有用戶表示，白銀價格被低估，應大幅買入白銀。2月1日，由於遊戲驛站股價繼續劇烈波動，白银期货价格大涨约11%，創下2009年以来最大单日涨幅，白銀的價格也創出8年新高。但r/wallstreetbets的用戶否認參與白銀價格炒作，並稱白銀價格上升的原因是城堡公司等持有白銀頭寸的機構和對沖基金，以抵消它們在遊戲驛站上的虧損。

## 流行文化
2021年2月，Netflix宣布有計劃將拍攝一部基於該事件的電影，馬克·鮑爾被提名為劇本負責人，諾亞·森迪尼奧可能出演。
米高梅（MGM）擁有根據本·梅茲里希書籍《反社會網路》（The Antisocial Network） 製作電影的權利。該公司亦有意以該書籍為為底本，製作記錄遊戲驛站軋空事件的電影。电影最终定名为《笨錢效應》，改由哥伦比亚影业发行，2023年9月22日在美国及海外部分地区上映。
一個基於該事件的電視節目亦在計劃中。該節目將名為《衝上月球》（To the Moon）。

## 參阅
- 泡沫经济——投機驅動的價格非常高的經濟現象
- 非理性繁荣
- 投机
- 鬱金香狂熱——17世紀荷蘭的經濟泡沫